# Mihai Szilágyi
Mihai Szilágyi (în maghiară Szilágyi Mihály)  (n. c. 1400  – d. 1460, Istanbul) a fost guvernator al Regatului Ungariei în 1458, voievod al Transilvaniei, conte de Horogszeg și comandant de armată.

## Biografia
Sora lui Mihai, Elisabeta Silaghi (Erzsébet Szilágyi), a devenit soția lui Ioan de Hunedoara. Mihai a luptat alături de cumnatul său Ioan de Hunedoara în multe bătălii împotriva turcilor, între care și bătălia de la Varna, bătălia de la Kosovo (1448), iar în 1456 la bătălia de la Belgrad. În 1458 a fost regent al Ungariei. În anul 1460 a fost voievod al Transilvaniei.
La 23 noiembrie 1457, regele Ungariei Ladislau al V-lea a decedat, iar anul următor 1458 Silaghi a fost ales ca regent al Regatului Ungariei   până la urcarea pe tron a nepotului său, Matia Corvin. Silaghi l-a salvat pe tânărul de 16 ani Matia din temnițele familiei Garai de la Buda, și a mutat rămășițele lui Ioan Huniade de la Belgrad în Catedrala Sf. Mihail din Alba Iulia, unde a fost înmormântat alături de tatăl său. Matia i-a fost recunoscător lui Silaghi, și l-a numit comite de Bistrița.
Aliat cu voievodul Țării Românești, Vlad Țepeș, împotriva turcilor, Mihai Szilágyi a fost capturat de turci în 1460, în timp ce traversa Bulgaria. Oamenii săi au fost uciși prin tortură, iar Szilágyi însuși a murit tăiat în două cu fierăstrăul.

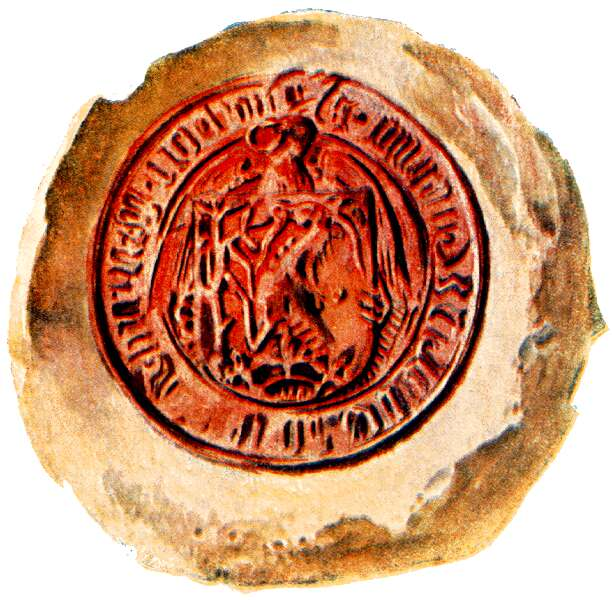
Sigiliul de regent al lui Mihai Szilágyi
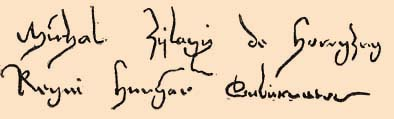
Semnătura lui Mihai Szilágyi